# 2019冠狀病毒病厄瓜多爾疫情
2019冠状病毒病厄瓜多尔疫情，介紹在2019新型冠狀病毒疫情中，在厄瓜多尔發生的情況。2020年2月14日，2019冠狀病毒病疫情扩散至厄瓜多尔。3月16日，厄瓜多爾總統宣布国家进入紧急状态。

個案數（藍）與死亡數（紅）的走勢